# IC 5372
IC 5372 је лентикуларна галаксија у сазвјежђу Андромеда која се налази на листи објеката дубоког неба у Индекс каталогу.
Деклинација објекта је + 32° 47' 35" а ректасцензија 0h 0m 16,3s. Привидна величина (магнитуда) објекта IC 5372 износи 14,5 а фотографска магнитуда 15,5. IC 5372 је још познат и под ознакама NPM1G +32.0621, PGC 2801010.